# Johannes Kleinhappl
Johannes Kleinhappl SJ (* 26. August 1893 in Maria Lankowitz bei Köflach in der Steiermark; † 2. September 1979) war ein österreichischer römisch-katholischer Priester und Professor für Moraltheologie. Er wurde 1947 wegen seiner kirchenkritischen Haltung als Moraltheologe amtsenthoben.

## Leben
Johannes Kleinhappl war der Sohn eines Bergmannes. Er kam also aus ärmlichen Verhältnissen und kannte das soziale Elend des normalen Arbeiters aus der eigenen Familie, was seine ganze Einstellung geprägt hat. 1918 maturierte er am Kollegium Kalksburg der Jesuiten in Kalksburg. und studierte danach an der Jesuitenfakultät in Innsbruck Philosophie sowie Theologie. Nachdem er am 14. Juli 1926 mit einer Dissertation über Ehe und Familie im Rechte Assyriens und Israels zum Dr. theol. promoviert worden war, empfing er am 26. Juli 1926 die Priesterweihe. Danach folgte ein Studium der Staatswissenschaften an der Innsbrucker Universität, das er am 15. Juli 1933 mit einer Dissertation über die Soziologie des Franz Suarez abschloss, womit er zum Dr. rer. pol. promoviert wurde.
Kleinhappls Ansatz war stark von Wilhelm Hohoff und Karl von Vogelsang geprägt. Er sah die offizielle Position der Kirche immer kritischer und lehnte die Enzyklika Quadragesimo anno von 1931 ab.
1945 nach der Zeit des Nationalsozialismus nahm Kleinhappl seine Vorlesungen als Privatdozent in Innsbruck wieder auf. Innerhalb des Jesuitenordens wurde er aber kritisch beäugt und denunziert. Er sei angeblich kommunistisch gesinnt beziehungsweise dem Sozialismus zu nahestehend. Im Frühjahr 1947 wurde der holländische Jesuitenpater Peeter von Gestel (1897–1972) mit einer Visitation beauftragt, der Kleinhappl Ostern 1947 mitteilte, dass gegen seine Theologie Bedenken vorgebracht würden. Bis zur endgültigen Klärung der Sache wurde Kleinhappl jedes öffentliche Auftreten verboten, zudem erhielt er ein Publikationsverbot.
Der Innsbrucker Ortsbischof Paulus Rusch, der selbst „roter Bischof“ genannt wurde, brachte Kleinhappl sichtlich Sympathien entgegen, so dass er zum Professor für Moraltheologie ernannt werden konnte. Am 1. Oktober 1947 erfolgte seine Ernennung zum ordentlichen Professor für Moraltheologie an der Innsbrucker Theologischen Fakultät. Am 25. Dezember 1947 erfolgte eine Weisung der österreichischen Ordensprovinz, Kleinhappl müsse auf Befehl der Ordensleitung der Jesuiten in Rom seine Vorlesungen sofort einstellen und Innsbruck verlassen. Seine Arbeit über Die Soziale Frage der Gegenwart wurde von zwei Zensoren des Ordens, von denen Oswald von Nell-Breuning einer war, überprüft und danach als bedenklich abgelehnt.
Durch diese Auseinandersetzungen kam Kleinhappl zur Überzeugung, dass er als Jesuit seine wissenschaftliche Überzeugung nicht mehr vertreten könne. Er trat im Herbst 1948 aus dem Orden aus. Bischof Rusch entzog ihm die Missio canonica aber nicht. Kleinhappl arbeitete danach beim Erzbischöflichen Kirchengericht.

## Veröffentlichungen
- Ehe und Familie im Rechte Assyriens und Israels, Innsbruck 1928.
- Arbeit – Pflicht und Recht. Fragen der Wirtschaftsethik. Wien/Frankfurt a. M./Zürich 1962.
- Christliche Wirtschaftsethik. Analysen, Essays und Fragmente aus dem Nachlass. Herausgegeben und eingeleitet von Ernst van Loen, Freiburg/Basel/Wien 1991, ISBN 3-210-25105-3.